# 미우라 5호

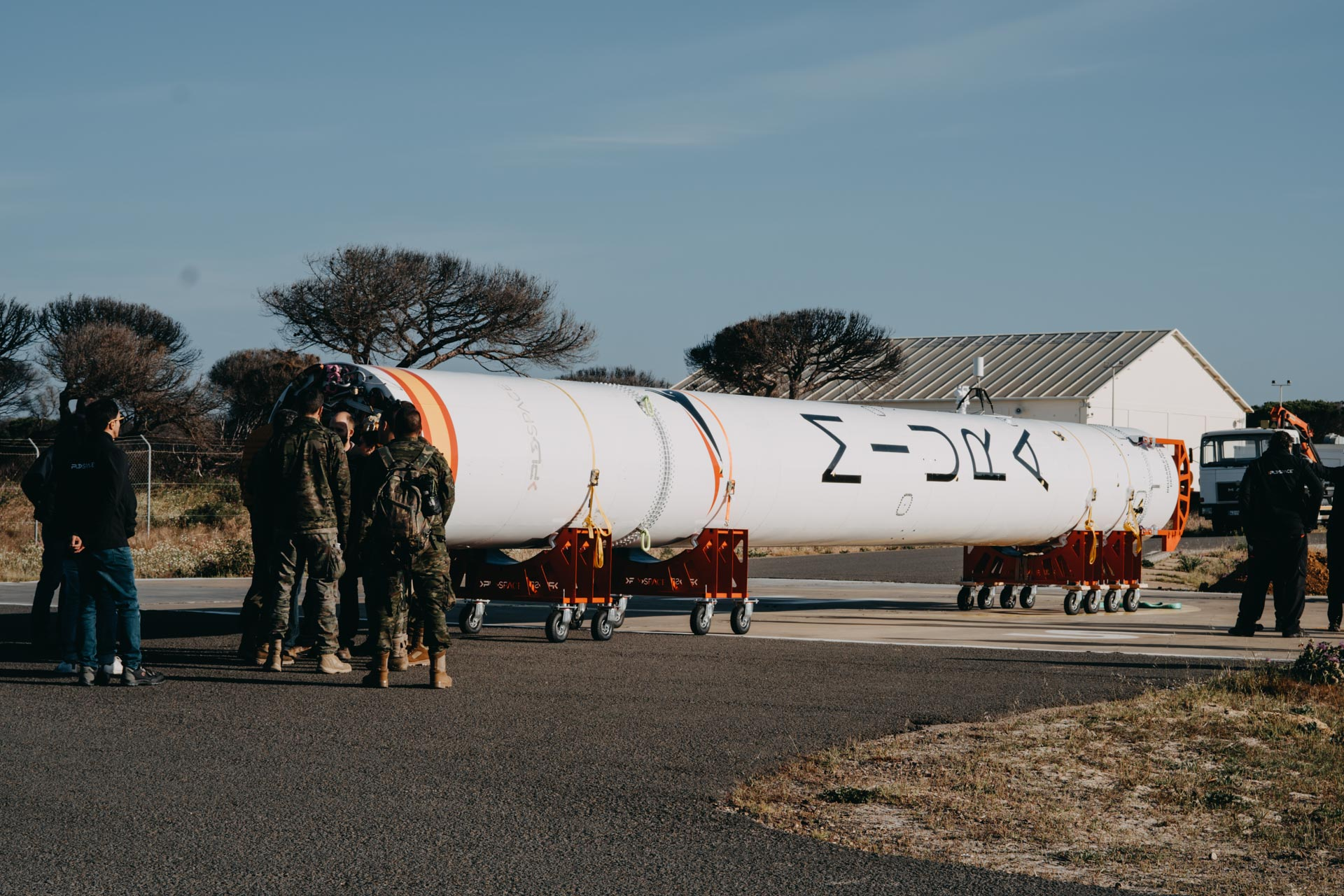
미우라 로켓

미우라 5호(Miura 5)는 스페인의 민간로켓회사 PLD 스페이스가 개발중인 소형 우주 로켓이다.

## 역사
1단에 추력 8톤 테프렐-C 엔진 5개, 2단에 1개를 사용한다. 미우라 1호는 추력 3톤 테프렐-B 엔진 1개를 사용했다.
테프렐-B 엔진은 가압식 사이클을 사용했지만, 테프렐-C 엔진은 터보펌프를 사용한다.
2019년 4월 11일, 1단 로켓 회수 실험을 성공했다. 3개의 낙하산으로 속도를 줄여 바다에 떨어졌으며, 이를 건져올렸다.
2024년 최초 시험발사를 할 계획이다.

## 같이 보기
- 프라임 (로켓)